# Private Road
Pour plus de détails, voir Fiche technique et Distribution.
Private Road est un film britannique réalisé par Barney Platts-Mills, sorti en 1971.

## Synopsis
Un jeune couple expérimente une vie alternative, remplie de sexe et de drogue, avant d'être rattrapé par les réalités de la vie.

## Fiche technique
- Titre original : Private Road
- Réalisation : Barney Platts-Mills
- Scénario : Barney Platts-Mills
- Photographie : Adam Barker-Mill
- Musique : George Fenton
- Son : Tony Jackson, John Ralph
- Montage : Jonathan Gili
- Production : Barney Platts-Mills, Andrew St. John
- Société de production : Maya Films
- Société de distribution : Maya Films
- Pays de production :  Royaume-Uni
- Langue originale : anglais
- Format : couleur (Technicolor) — 35 mm — 1,37:1 — son Mono
- Genre : drame
- Durée : 89 minutes
- Date de sortie :
  - Royaume-Uni : septembre 1971

## Distribution
- Susan Penhaligon : Ann Halpern
- Bruce Robinson : Peter Morrissey
- Michael Feast (en) : Stephen
- Robert Brown : M. Halpern
- George Fenton : Henry
- Kathleen Byron : Mme Halpern
- Patricia Cutts : Erica Talbot
- Trevor Adams (en) : Alex Marvel

## Récompenses et distinctions
- Festival international du film de Locarno 1971 : Léopard d'or

## Disponibilité
Longtemps indisponible, le film a été réédité sur Blu-ray et DVD par le British Film Institute en 2011 dans le cadre de leur programme de réédition Flipside.